# Jeff Gordon

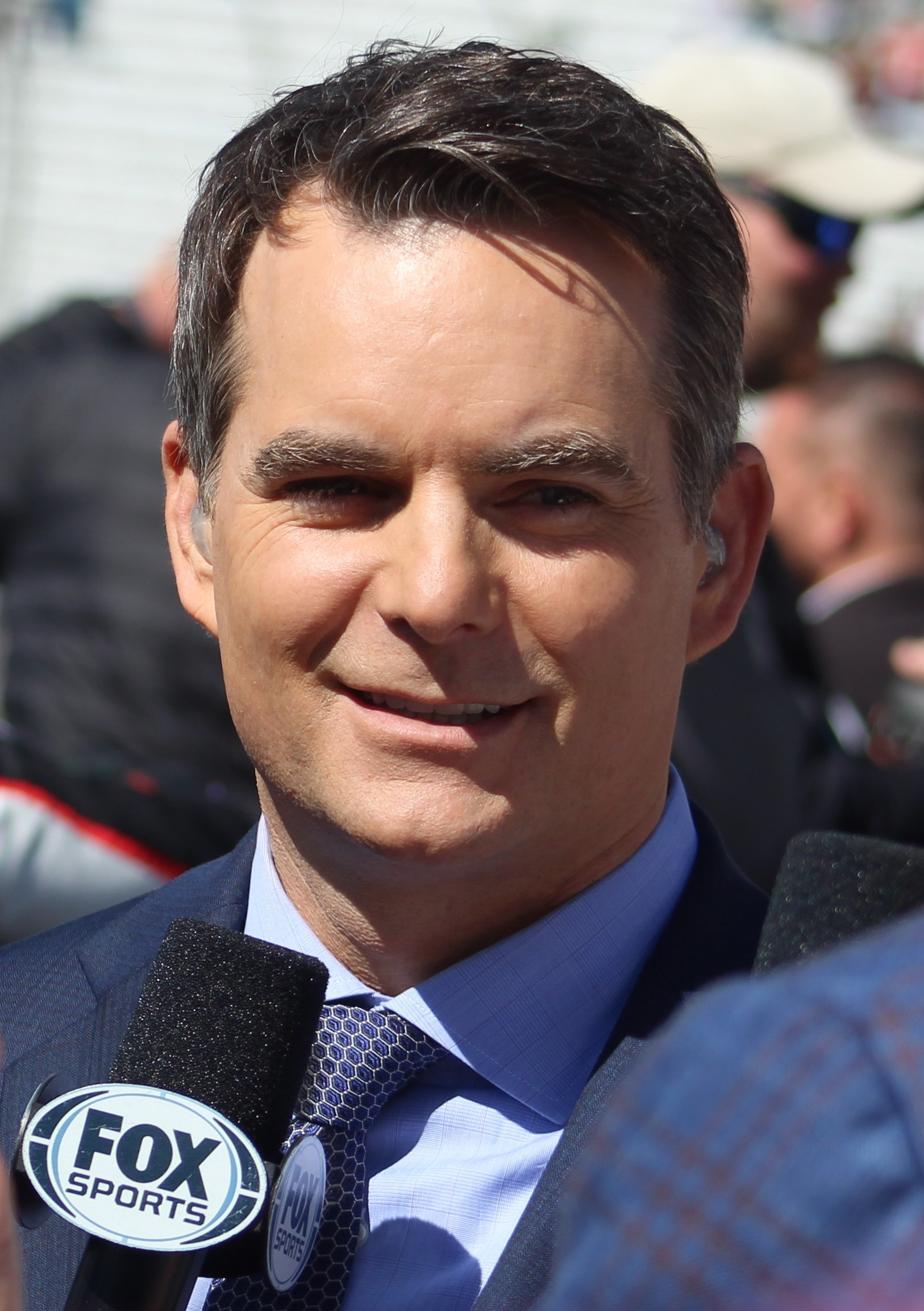
Jeff Gordon

Jeffery Michael "Jeff" Gordon (sinh tại Vallejo, California, Hoa Kỳ, ngày 4 tháng 8 năm 1971) là một cựu tay đua ô tô người Mỹ. Anh đã nổi tiếng khi đua trong giải NASCAR Cup Series từ năm 1992 đến năm 2016 khi tham gia đội Hendrick Motorsports.
Gordon hiện là người dẫn chương trình truyền hình cho chương trình truyền hình trực tiếp FOX NASCAR.
Trong cuộc đua của mình tại NASCAR Cup Series, Gordon đã giành được bốn danh hiệu vào các năm 1995, 1997, 1998 và 2001. Anh cũng đã giành được 93 cuộc đua.
Gordon cũng sở hữu chiếc xe số 48 do Jimmie Johnson cầm lái, người cũng đã vô địch các giải Cup 2006, 2007, 2008, 2009, 2010, 2013 và 2016.